# マーク・ウィルソン (アイルランドのサッカー選手)
マーク・デイヴィッド・ウィルソン（Marc David Wilson、1987年8月17日 - ）は、北アイルランド・アントリム県アガガロン出身の元プロサッカー選手。元アイルランド代表。現役時代のポジションは、ディフェンダー。

## クラブ経歴
2001年にマンチェスター・ユナイテッドFCの下部組織に入団。4シーズンプレーした後、ポーツマスFCの下部組織に移籍。2006年3月のヨーヴィル・タウンFC戦でトップチームデビュー。
2010年8月、デイヴ・キットソン+移籍金のトレードでストーク・シティFCに移籍。
2016年8月、AFCボーンマスに移籍。2017年1月、ウェスト・ブロムウィッチ・アルビオンFCにシーズン終了までの契約でレンタル移籍。
2017年8月31日、サンダーランドAFCに移籍。
2018年7月24日、ボルトン・ワンダラーズFCに移籍。

## 代表歴
ウィルソン自身は北アイルランド出身だが、アイルランド共和国代表を選ぶことも出来た。
U15年代は北アイルランド代表、それ以降はアイルランド共和国代表に選出されている。。
2011年2月のウェールズ戦で初キャップ。
2016年5月、UEFA EURO 2016の予備登録メンバーに選ばれたが、本登録の23人からは漏れた。

### ゴール
| # | 開催日         | 会場               | 対戦国       | スコア | 結果 | 試合概要                      |        |
| - | -------------- | ------------------ | ------------ | ------ | ---- | ----------------------------- | ------ |
| 1 | 2012年10月16日 | トースヴェリュール | フェロー諸島 | 1–0    | 4–1  | 2014 FIFAワールドカップ・予選 | [ 14 ] |

## タイトル

### 代表
- ネイションズ・カップ: 2011年